# Xanthorhoe subantartica
Xanthorhoe subantartica är en fjärilsart som beskrevs av John Tenison Salmon 1956. Xanthorhoe subantartica ingår i släktet Xanthorhoe och familjen mätare. Inga underarter finns listade i Catalogue of Life.